# ヤサイ、サイタ。
「ヤサイ、サイタ。」は、フジテレビ系列及びBSフジで放送されていたミニ番組。2004年4月12日から2006年9月4日まで放送。提供は全農。

## 放送時間
- フジテレビ系列：毎週月曜日 19:54～20:00
- BSフジ：毎週日曜日 20:55～21:00
- 青森放送(日本テレビ系列)：毎週日曜日 16:55～17:00

## 内容
「What's this flower?」と何の花か問いかけ、身近な野菜や果物を紹介する。
ナレーターは室井滋。
この番組にはオリジナルキャラクターがいる。
| フジテレビ系 月曜19時台ミニ番組 | フジテレビ系 月曜19時台ミニ番組 | フジテレビ系 月曜19時台ミニ番組 |
| 前番組                          | 番組名                          | 次番組                          |
| ------------------------------- | ------------------------------- | ------------------------------- |
| 恋するM                         | ヤサイ、サイタ。                | いただき+                       |